# Anti-Counterfeiting Trade Agreement

Weltkarte mit Ländern, die an den ACTA-Verhandlungen teilgenommen haben oder ACTA unterzeichnet haben.
Partei (Unterzeichnet und ratifiziert)
Unterzeichner
Unterzeichner mit zusätzlicher EU-Unterzeichnung
Nicht-Unterzeichner mit EU-Unterzeichnung
In den Unterzeichnungsprozess involvierte Nicht-Unterzeichner

Das Anti-Counterfeiting Trade Agreement, kurz ACTA (deutsch Anti-Produktpiraterie-Handelsabkommen, „Anti-Piraterie-Abkommen“) war ein geplantes multilaterales Handelsabkommen auf völkerrechtlicher Ebene. Die teilnehmenden Nationen bzw. Staatenbünde wollten mit ACTA internationale Standards im Kampf gegen Produktpiraterie und Urheberrechtsverletzungen etablieren.
Nach umfangreichen internationalen Protesten lehnte das Europäische Parlament ACTA am 4. Juli 2012 mit großer Mehrheit (478 dagegen, 39 dafür, 165 Enthaltungen) ab.
Inhaltlich fanden sich einige Klauseln des Abkommens jedoch in einer Entwurfsversion des Umfassenden Wirtschafts- und Handelsabkommens EU-Kanada (CETA) wieder, das 2013 beschlossen wurde und im Herbst 2014 ratifiziert werden sollte. Unter Kritikern bestehen Befürchtungen, dass ACTA auf Basis bilateraler Abkommen de facto doch noch eingeführt wird.

## Inhalt
ACTA ist ein Abkommen, das die in den USA und Europa sowie einigen anderen Ländern vorgefundenen Gemeinsamkeiten der Durchsetzung von Schutzrechten für geistiges Eigentum als Mindeststandards festschreibt, mit der Absicht, diese auch in weiteren Ländern zur Geltung zu bringen oder sie stärker zur Geltung zu bringen. Es soll nach Aussage der EU-Kommission dauerhaftes Wachstum der Weltwirtschaft gewährleisten, Produktimitate aus dem Verkehr ziehen und den wissensbasierten europäischen Volkswirtschaften helfen, ihre Wettbewerbsfähigkeit aufrechtzuerhalten.
Das Abkommen normiert selbst keine Schutzrechte, sondern bezweckt den Schutz der 1994 im TRIPS-Abkommen beschlossenen Vereinbarungen und legt den Vertragsparteien zusätzliche Verpflichtungen auf, die die Durchsetzung der Immaterialgüterrechte betreffen, nicht die Schutzvoraussetzungen oder den Schutzumfang.
Die Europäische Kommission und auch die Handelsvertreter der Vereinigten Staaten nennen drei Felder, auf denen ACTA Regelungen bereitstellt:
1. Internationale Kooperation
2. Abstimmung des Gesetzesvollzugs
3. Schaffung neuer Gesetze zur Verwertung geistigen Eigentums

Es soll ein eigenständiger ACTA-Ausschuss (Engl.: ACTA committee) eingerichtet werden mit der Aufgabe, die Einhaltung des Vertrages zu überwachen, Änderungen des ACTA-Vertrages zu verhandeln, die Aufnahme neuer Mitglieder zu bestimmen und Nicht-ACTA-Partnern zu helfen, ACTA-Bestimmungen in ihr nationales Recht zu übernehmen.
Die Unterstützer des Abkommens, vor allem die Verwertungsindustrie, wie zum Beispiel Plattenfirmen oder Filmstudios, erhoffen sich durch ACTA eine Abschreckung vor Verbreitung, Weitergabe und illegalem Verkauf von geschütztem Material.

### Regelungen

#### Kapitel I (1–5) Einleitung

##### Abschnitt 1 (1–4)
Artikel 1 legt ausdrücklich fest, dass ACTA andere Abkommen, wie z. B. das TRIPS-Abkommen, nicht außer Kraft setzt.
Artikel 2 bestimmt Art und Umfang der durch das ACTA-Abkommen entstehenden Pflichten:
- Das ACTA-Abkommen gibt vor, was die Vertragspartner in geltendes Recht umzusetzen haben. Wie dies geschieht, bleibt den Vertragspartnern überlassen, solange diese Maßnahmen nicht dem ACTA-Vertrag zuwiderlaufen. Explizit ist auch die Möglichkeit genannt, dass Vertragspartner strengere Regeln zum Schutz geistigen Eigentums durchsetzen, als von ACTA vorgesehen.
- In Artikel 2 Absatz (2) legt das Abkommen fest, dass es keine Festlegungen trifft, welche Mittel zur Durchsetzung des Rechts auf geistiges Eigentum eingesetzt werden sollen.

Die Artikel 7 und 8 TRIPS sind nach Artikel 2 Absatz 3 sinngemäß anwendbar. Diese Normen zum Schutz der Bürger sind bei der Auslegung von ACTA also maßgeblich:
- Artikel 7 TRIPS
  - Der Schutz und die Durchsetzung von Rechten des geistigen Eigentums sollen zur Förderung der technischen Innovation sowie zur Weitergabe und Verbreitung von Technologie beitragen, dem beiderseitigen Vorteil der Erzeuger und Nutzer technischen Wissens dienen, in einer dem gesellschaftlichen und wirtschaftlichen Wohl zuträglichen Weise erfolgen und einen Ausgleich zwischen Rechten und Pflichten herstellen.
- Artikel 8 TRIPS
  - (1) Die Mitglieder dürfen bei der Abfassung oder Änderung ihrer Gesetze und sonstigen Vorschriften die Maßnahmen ergreifen, die zum Schutz der öffentlichen Gesundheit und Ernährung sowie zur Förderung des öffentlichen Interesses in den für ihre sozio-ökonomische und technische Entwicklung lebenswichtigen Sektoren notwendig sind; jedoch müssen diese Maßnahmen mit diesem Übereinkommen vereinbar sein.
  - (2) Geeignete Maßnahmen, die jedoch mit diesem Übereinkommen vereinbar sein müssen, können erforderlich sein, um den Missbrauch von Rechten des geistigen Eigentums durch die Rechtsinhaber oder den Rückgriff auf Praktiken, die den Handel unangemessen beschränken oder den internationalen Technologietransfer nachteilig beeinflussen, zu verhindern.

Artikel 3 stellt fest, dass durch ACTA nationale Bestimmungen zum Recht des geistigen Eigentums nicht berührt werden. Explizit wird festgelegt, dass ein Vertragspartner nicht verpflichtet ist, Maßnahmen umzusetzen, falls ein bestimmter Aspekt des geistigen Eigentums nicht durch das nationale Rechtssystem geschützt ist.
Artikel 4 enthält Datenschutz-Bestimmungen. Insbesondere wird festgelegt, dass ACTA eine Vertragspartei nicht dazu verpflichtet, Informationen weiterzugeben, die durch das nationale Rechtssystem (z. B. zum Schutz der Privatsphäre) geschützt sind.

##### Abschnitt 2 (5) Begriffsbestimmungen
Hier finden sich die zentralen Definitionen, unter anderem welche Rechte des geistigen Eigentums überhaupt betroffen sind.

#### Kapitel II (6–27) Maßnahmen zur Durchsetzung geistiger Eigentumsrechte

##### Abschnitt 1 (6) Allgemeine Pflichten
Jeder Unterzeichnerstaat ist verpflichtet, im nationalen Recht Verfahren bereitzustellen, die einen wirksamen Schutz geistigen Eigentums ermöglichen.
Des Weiteren werden in Artikel 6 ein zügiges Verfahren, das Verhältnismäßigkeitsprinzip und staatshaftungsrechtliche Neutralität festgeschrieben.
(Ersteres entspricht den derzeitigen Regelungen des deutschen Rechtssystems.)

##### Abschnitt 2 (7–12) Zivil- und Zivilprozessrecht
Nach Fußnote 2 können Patente und unveröffentlichte Informationen von in diesem Abschnitt beschriebenen Schutzmaßnahmen ausgenommen werden.
Artikel 7 legt fest, dass jeder der Unterzeichnerstaaten zivilrechtliche Verfahren zur Durchsetzung von Rechten des geistigen Eigentums zur Verfügung stellen soll.
Gemäß Artikel 8 sollen Zivilgerichte in den Unterzeichnerstaaten die Möglichkeit haben, Abmahnungen zu erlassen. Dies soll vor allem dazu dienen, die Verbreitung gefälschter Produkte innerhalb eines Unterzeichnerstaats zu verhindern. In bestimmten Fällen kann eine solche Abmahnung durch die Zahlung einer Vergütung ersetzt werden.
Artikel 9 regelt Schadensersatzansprüche. Diese sollen durch zivilrechtliche Verfahren bestimmt werden, in denen sich der Schadensersatz am entgangenen Gewinn des Rechteinhabers bzw. am aktuellen Marktwert der Ware oder ihrem empfohlenen Verkaufspreis orientieren kann
Speziell bei Urheberrechtsverletzungen soll der Schadensersatz gemäß folgender Prinzipien bestimmt werden:
- Zahlung eines Pauschalbetrags und/oder
- Begleichung des entstandenen Schadens (geschätzt z. B. durch Berechnung des Umsatzes, der dem Rechteinhaber entgangen ist) und/oder
- zusätzliche Schadensersatzleistungen.

Prozesskosten sind von der unterlegenen Partei zu begleichen.
Die imitierenden Produkte sollen vernichtet werden dürfen (Artikel 10). Gemäß Artikel 11 dürfen Gerichte anordnen, dass der Verletzer dem Gericht oder dem Rechteinhaber nähere Informationen vorlegt, die im Besitz des Verletzers sind. Diese Informationen können z. B.
- eventuelle Komplizen betreffen oder
- die Produktionsmittel zur Herstellung der Fälschungen oder
- die Vertriebswege.

Artikel 12 regelt den Erlass einstweiliger Verfügungen. In bestimmten Fällen soll der Erlass einstweiliger Verfügungen sogar ohne Anhörung beider Parteien möglich sein, z. B. wenn ansonsten ein nicht wiedergutzumachender Schaden entstünde oder wenn Beweise vernichtet würden. Allerdings dürfen Gerichte vom Antragsteller verlangen, dass er Beweismittel vorlegt, aus denen die Notwendigkeit einer einstweiligen Verfügung ersichtlich wird. Der Antragsteller einer solchen einstweiligen Verfügung kann dazu verpflichtet werden, eine Kaution zu stellen, die dem Schutz des Antragsgegners dient. Schließlich wird bestimmt, dass der Antragsgegner vom Antragsteller Schadenersatz verlangen kann, wenn sich eine einstweilige Verfügung im Nachhinein als unberechtigt erweist.

##### Abschnitt 3 (13–22) Zoll
Auch hier sind (nach Fußnote 6) Patente und unveröffentlichte Informationen ausgenommen.
Zollkontrollen im Hinblick auf den Schutz geistigen Eigentums sind erlaubt, sollen aber so gestaltet werden, dass der Handel nicht unverhältnismäßig erschwert wird (Artikel 13).
Kontrollen sollen auch für kleine Sendungen gewerblichen Charakters durchgeführt werden. Private Sendungen können von diesen Kontrollen ausgenommen werden (Artikel 14).
Die zuständigen Behörden dürfen Rechteinhaber auffordern, ihnen zur Verfolgung von Urheberrechtsverstößen mit sachdienlichen Hinweisen zu helfen (Artikel 15). Es sollen Verfahren eingeführt werden, die es den Zollbehörden gestatten, verdächtige Waren zurückzuhalten oder deren Freigabe zu verzögern. Dies gilt sowohl bei Ein- und Ausfuhrsendungen als auch bei Transitsendungen.
Die Zollbehörden können von Amts wegen tätig werden oder auf Antrag eines Rechteinhabers (Artikel 16).
Artikel 17 bestimmt wie ein solcher Antrag auszusehen hat. Es müssen ausreichende Informationen und Beweise vorliegen, die eine Urheberrechtsverletzung belegen. Andernfalls kann der Antrag durch die Behörden abgelehnt werden. Der Wegfall von Grenzkontrollen aufgrund des Schengener Abkommens wird berücksichtigt.
Artikel 18 legt fest, dass der Antragsteller eine verhältnismäßige Kaution zu hinterlegen hat, um einen Missbrauch dieser Zollkontrollen zu verhindern. Falls die Zollbehörden eine Rechtsverletzung feststellen (Artikel 19), können Imitate und Plagiate vernichtet werden (Artikel 20).
Die Behörden sollen dazu ermächtigt werden, verwaltungsrechtliche Sanktionen zu verhängen, falls eine Rechtsverletzung festgestellt wurde. Die Unterzeichnerstaaten können ihren Zollbehörden erlauben, Informationen über einbehaltene Waren oder über ihre Herkunft an den Rechteinhaber weiterzugeben. Diese Weitergabe von Informationen muss erfolgen, falls eine Rechtsverletzung nach Artikel 19 festgestellt wurde.(Artikel 22).

##### Abschnitt 4 (23–26) Strafrecht
Der Vertrag gibt in Artikel 23 Standards vor, die das Strafrecht der Unterzeichnerstaaten erfüllen soll:
Strafen und Strafverfahren aufgrund von Verletzungen des Urheberrechts sollen verhängt werden, wenn diese Verletzung vorsätzlich und in gewerblichem Ausmaß stattfindet. Der Begriff ‚gewerbliches Ausmaß‘ schließt in diesem Zusammenhang alle Handlungen ein, die „der Erlangung eines unmittelbaren oder mittelbaren wirtschaftlichen oder kommerziellen Vorteils dienen“.
Insbesondere werden Strafen vorgesehen für die Einfuhr oder die Verwendung von Verpackungen oder Etiketten, welche eine eingetragene Marke verletzen. Das unbefugte Mitschneiden von Filmen während einer Kinovorführung kann unter Strafe gestellt werden. Auch die Beihilfe zu einem der o. g. Vergehen soll bestraft werden. Ebenso sollen auch juristische Personen belangt werden können.
Artikel 24 sieht vor, dass sowohl Haft- als auch Geldstrafen verhängt werden können. Die Strafen sollen so bemessen sein, dass sie eine abschreckende Wirkung auf potentielle Täter haben.
Artikel 25 setzt Mindeststandards für Beschlagnahme, Einziehung und Vernichtung. Generell sollen die zuständigen Behörden das Recht besitzen, Waren zu beschlagnahmen, bei denen der Verdacht auf eine Verletzung des Urheberrechts besteht. Waren, bei denen eine Verletzung des Urheberrechts festgestellt wurde, dürfen eingezogen und vernichtet werden. Ebenso dürfen Geräte, die zur Produktion dieser Waren dienten, eingezogen und vernichtet werden. Eine Entschädigung des Rechteverletzers wird ausdrücklich ausgeschlossen. Zudem sollen die Gerichte der Unterzeichnerstaaten die Befugnis besitzen, die Beschlagnahme und Einbeziehung von Vermögenswerten des Rechteverletzers anzuordnen.
(Artikel 23, Absatz 1 soll dem gegenwärtigen deutschen Standard in §§ 106, 108 UrhG und § 143 MarkenG entsprechen. § 143 MarkenG in Verbindung mit § 14 MarkenG entsprächen genau der Formulierungen „geschäftlicher Verkehr“, „in Wahrnehmung oder Förderung eigener oder fremder Geschäftsinteressen am Erwerbsleben teilnehmen“ und ohne „Gewinnerzielungsabsicht oder Entgeltlichkeit vorauszusetzen“, wie sie ACTA statuiert. Die Einbeziehung von Etiketten und Verpackungen im zweiten Absatz von Artikel 23 soll § 143 in Verbindung mit § 14 Absatz 2 Nummern 1, 2 und Absatz 3 MarkenG entsprechen. Die Regelungen in Artikeln 24 bis 26 sollen den deutschen Regelungen von §§ 106 Absatz 1, 108 Absatz 1 UrhG, § 143 Absatz 1 und 2 MarkenG, § 46 StGB, §§ 73 ff. StGB und § 160 StPO entsprechen.)

##### Abschnitt 5 (27) Geistiges Eigentum in digitalem Umfeld
Artikel 27 beschreibt die angestrebten Vorgehensweisen zum Schutz geistigen Eigentums im Internet und bei der Nutzung digitaler Medien.
Grundsätzlich soll geistiges Eigentum im digitalen Umfeld genauso behandelt werden wie außerhalb (Artikel 27 Absatz 1).
Dies betrifft auch digitale Netzwerke. Durchsetzungsverfahren für geistiges Eigentum dürfen aber nicht dazu führen, dass rechtmäßige Tätigkeiten im Internet (wie z. B. der digitale Handel) behindert werden. Zudem wird der Vorrang von Grundrechten wie Meinungsfreiheit, Datenschutz und Schutz der Privatsphäre betont (Artikel 27 Absatz 2). In einer Fußnote schlägt der Vertrag vor, dass Regelungen zur Haftungsbeschränkung von Internet-Diensteanbietern eingeführt werden sollen, sowie Regelungen zur Beschränkung von Rechtsbehelfen gegen Internet-Diensteanbieter.
Kooperationsbestrebungen im Wirtschaftsleben zum Schutz des geistigen Eigentums sollen gefördert werden, falls diese Kooperationsbemühungen nicht den rechtmäßigen Wettbewerb beschränken. Zudem wird betont, dass derartige Kooperationen allgemeine Rechtsgrundsätze (wie z. B. Meinungsfreiheit, das Recht auf einen fairen Prozess oder das Recht auf den Schutz der Privatsphäre) nicht beeinträchtigen dürfen.(Artikel 27 Absatz 3).
Onlineanbieter sollen durch die zuständigen Behörden dazu gezwungen werden können, einem Rechteinhaber Informationen zu geben, anhand derer ein Rechteverletzer identifiziert werden kann. Auch hier wird aber wieder der Vorrang grundlegender Rechtsprinzipien (wie z. B. Meinungsfreiheit, das Recht auf einen fairen Prozess oder das Recht auf den Schutz der Privatsphäre) betont. Ebenso wird betont, dass durch derartige Maßnahmen rechtmäßige Tätigkeiten im Internet nicht behindert werden dürfen (Artikel 27 Absatz 4).
Die Absätze 5 bis 8 des Artikels 27 befassen sich mit dem Digital Rights Management (DRM). Die Vertragsparteien sollen gesetzliche Regelungen gegen die Umgehung des DRM einführen. Strafbar werden sollen dadurch das Beseitigen eines solchen Schutzmechanismus, sowie die Herstellung, Verbreitung und Nutzung von Verfahren, die zur Beseitigung eines solchen Schutzmechanismus dienen.
(Die Regelungen in Absätzen 4 bis 8 sollen den deutschen Regelungen in § 101 IX UrhG, § 95a  UrhG, § 303b StGB und § 108b UrhG entsprechen.)

#### Kapitel III (28–32) Durchsetzungspraxis
Artikel 28 legt fest, dass die Grenzbehörden Fachkompetenz im Bereich geistiges Eigentum aufbauen sollen. Die interne Abstimmung zwischen Behörden soll gefördert und Strukturen zur besseren Kommunikation zwischen Behörden und Rechteinhabern geschaffen werden.
Artikel 29 regelt die Zusammenarbeit der Grenzbehörden der Unterzeichnerstaaten. Es wird festgelegt, dass die Grenzbehörden Informationen austauschen dürfen, wenn dies zur Sicherung geistiger Eigentumsrechte nötig erscheint.
In den Artikeln 30 und 31 wird festgelegt, dass die Vertragsparteien Maßnahmen ergreifen sollen, um die bestehenden Gesetze zum Schutz geistigen Eigentums in der Öffentlichkeit bekannt zu machen. Weiterhin sollen die Unterzeichnerstaaten das öffentliche Bewusstsein um die Bedeutung des geistigen Eigentums stärken.
Die Article 29 Data Protection Working Party der EU behauptet, dass das ACTA keinen Verstoß gegen europäisches Datenschutzrecht mit sich bringen werde.

#### Kapitel IV (33–35) Internationale Zusammenarbeit
Hier wird die Zusammenarbeit beschrieben, die den in Kapitel V errichteten ACTA-Ausschuss koordinieren soll. Insbesondere regelt Artikel 35, dass anderen, auch Nicht-ACTA-Ländern bei der Einführung von Regelungen im Sinne des ACTA geholfen werden soll.

#### Kapitel V (36–38) Institutionelle Regelungen (ACTA-Ausschuss)
Hier wird der ACTA-Ausschuss konstituiert, Arbeitssprache ist Englisch.

#### Kapitel VI (39–45) Schlussbestimmungen
Die Artikel 39–45 regeln u. a. folgende Details: Unterzeichnung des Vertrags (Artikel 39), Inkrafttreten des Vertrags (Artikel 40), Rücktritt eines Unterzeichnerstaats vom Vertrag (Artikel 41), Änderung des Vertrags (Artikel 42), sowie den späteren Beitritt eines Staats zum Vertrag (Artikel 43).

## Die Verhandlungen

### Teilnehmende Länder
An den Verhandlungen zu ACTA waren folgende Länder beteiligt:
| - Australien - Europäische Union (vertreten durch die EU-Kommission, mit ihren Mitgliedsstaaten) - Japan | - Jordanien - Kanada - Marokko - Mexiko - Neuseeland | - Schweiz - Singapur - Südkorea - Vereinigte Arabische Emirate - Vereinigte Staaten |

### Geschichte der Verhandlungen
Bereits am Rande des G8-Gipfels in Sankt Petersburg 2006 begannen die Vorgespräche zu ACTA zwischen den USA und Japan.

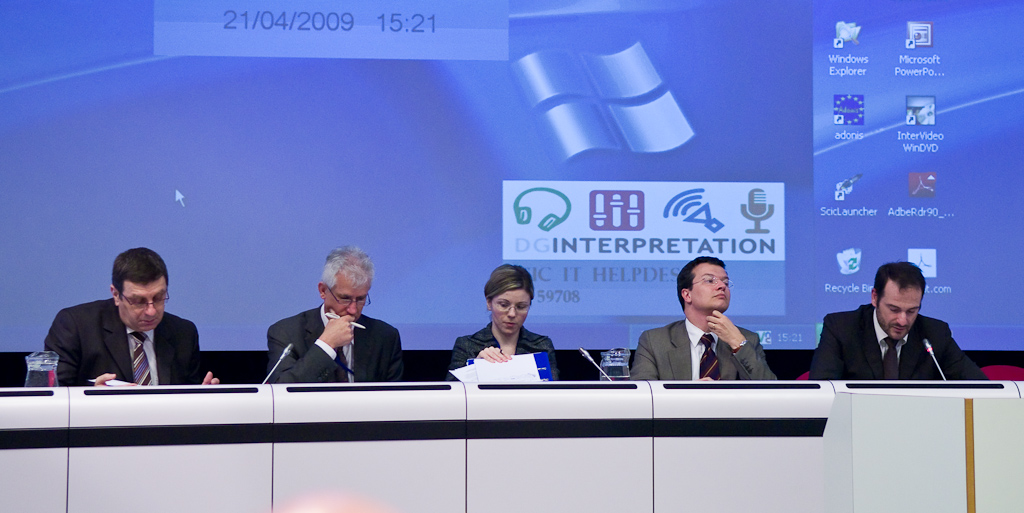
Treffen für ACTA-Beteiligte und -Interessengruppen („Stakeholders' consultation meeting“) am 21. April 2009 in Brüssel

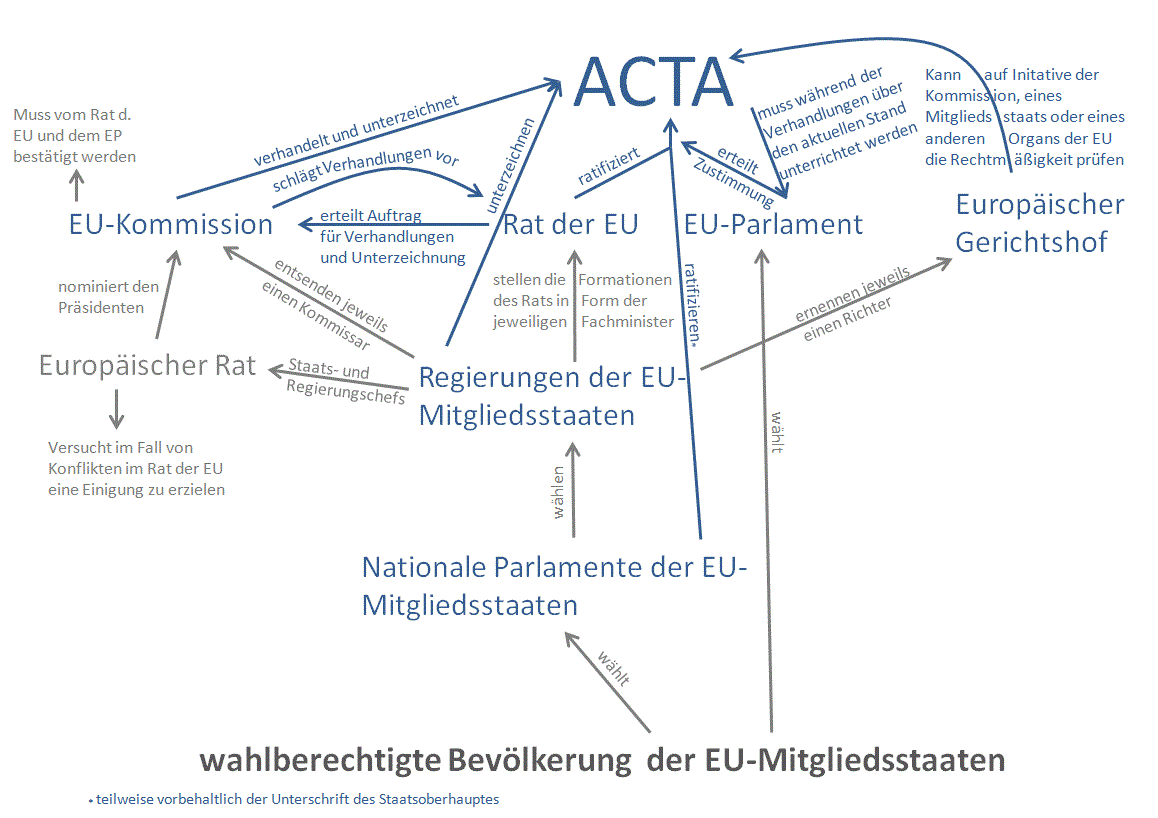
Der ACTA-Ratifizierungsprozess im politischen System der Europäischen Union

Die Verhandlungen über die Details des Abkommens begannen 2008 in Genf und endeten nach der zwölften Verhandlungsrunde im Dezember 2010 in Sydney. Diese Verhandlungen fanden unter Ausschluss der Öffentlichkeit statt, weshalb lange Zeit der genaue Verhandlungsstand und die Positionen der einzelnen Länder unbekannt waren. Die Vereinigten Arabischen Emirate und Jordanien nahmen nach der ersten Verhandlungsrunde im Juni 2008 nicht mehr an den Verhandlungen teil.
Zur Durchsetzung von Urheberrechtsansprüchen im Internet auf internationaler Ebene wurde unter anderem diskutiert, auch die Internetdienstanbieter für von ihren Kunden begangene Urheberrechtsverletzungen als Störer haftbar zu machen. Dieser Verantwortung hätten sie sich nur entziehen können durch eine Verpflichtung, den Datenverkehr ihrer Kunden zu überwachen und ihnen gemäß dem umstrittenen Three-Strikes-Prinzip den Internetzugang nach drei Verstößen gegen das Urheberrecht zu sperren.
Im März 2010 kam es zu einer nicht autorisierten Veröffentlichung (Leak) einer Vorabversion. Eine weitere Vorabversion, welche die Ergebnisse der Luzern-Runde vom 1. Juli 2010 zusammenfasste, wurde im Juli 2010 ebenfalls geleakt.
Anfang März 2010 forderte das Europäische Parlament die EU-Kommission in einem interfraktionellen Entschließungsantrag auf, das Parlament über alle Phasen der Verhandlungen zu informieren.
Nach der letzten Verhandlungsrunde legten die ACTA-Vertragsparteien am 3. Dezember 2010 eine beinahe endgültige Fassung vor. Die endgültige Fassung wurde Ende Mai 2011 vorgelegt. Diese enthielt gegenüber der Version vom Dezember wenige Änderungen und legte vor allem den Zeitraum, innerhalb dessen der Vertrag zu unterzeichnen ist, auf den Zeitraum vom 1. Mai 2011 bis zum 1. Mai 2013 fest.
Bevor ACTA in der EU in Kraft treten kann, müssen der Rat der Europäischen Union und das Europäische Parlament dem Vertrag zustimmen. Die Zustimmung des Rats erfolgt dabei in zwei Schritten. Er muss erst einen Beschluss zur Unterzeichnung des Abkommens erlassen und im Anschluss zur Ratifikation einen Beschluss über die eigentliche Verabschiedung des Abkommens erlassen. Ersteres geschah am 16. Dezember 2011 in einer nicht-öffentlichen Sitzung im Rat für Landwirtschaft und Fischerei. Da ACTA auch Regelungen zum Strafrecht beinhaltet, wofür die EU keine Regelungskompetenz besitzt, handelt es sich um ein gemischtes Abkommen, welches die EU-Mitgliedstaaten auch selbst schließen und ratifizieren müssen.

### Stand der Unterzeichnung und Ratifizierung

Länder, die eine Ratifizierung von ACTA gestoppt haben
EU-Länder mit laufendem Ratifizierungsprozess
Andere Länder mit laufendem Ratifizierungsprozess

Am 1. Oktober 2011 wurde ACTA von Kanada, Australien, Japan, Marokko, Neuseeland, Südkorea, Singapur und den USA unterzeichnet.
Bei der Runde in Tokio am 26. Januar 2012 unterzeichneten die EU, Österreich, Belgien, Bulgarien, die Tschechische Republik, Dänemark, Finnland, Frankreich, Griechenland, Ungarn, Irland, Italien, Lettland, Litauen, Luxemburg, Malta, Polen, Portugal, Rumänien, Slowenien, Spanien, Schweden und das Vereinigte Königreich.
Mit Votum vom 4. Juli 2012 hat das EU-Parlament beschlossen, ACTA nicht zu ratifizieren, weshalb ACTA für die EU nicht in Kraft treten kann.
Einige EU-Mitgliedstaaten haben die Ratifizierung trotz ursprünglicher Zusage wegen der Massenproteste vorerst ebenfalls explizit gestoppt (Lettland, Polen, Slowakei, Tschechien, Österreich, Bulgarien, Deutschland, Niederlande, Litauen, Slowenien, Rumänien, Finnland). Die Botschafterin von Slowenien entschuldigte sich sogar öffentlich bei der Bevölkerung für die Unterzeichnung.
Erst wenn sechs Staaten ACTA ratifiziert haben, tritt das Übereinkommen dreißig Tage danach in Kraft (ACTA Art. 40). Noch hat kein Staat seine Ratifikations-, Annahme- oder Genehmigungsurkunde beim Depositar Japan hinterlegt.

## Vorschläge der NGOs

### Europa
Neben Kritik und Protesten der Zivilgesellschaft schlagen ein paar der NGOs auch vor, wie Handels- und internationale Abkommen, welche die EU verhandelt und abschließt, zu gestalten wären – inhaltlich auf das Wesentliche konzentriert, flexibler und demokratischer gestaltet, mit frühzeitigem Einbezug der Beteiligten und mehr an Transparenz.
Foodwatch schlägt vor, „Handelsabkommen nur für den Abbau von Zöllen abzuschließen (am besten auf globaler Ebene), den Rest aber auf Branchenvereinbarungen und flexiblere Verordnungen auszulagern“.
Mehr Demokratie stellt in ihrem Papier Forderungen zur Demokratisierung von EU‐Handelsverträgen (April 2016)
fest, dass „Vorschläge, wie die Handelspolitik in Zukunft anders ablaufen soll, sehr selten“ sind und bringt ihre „Forderungen in die Diskussion...wie Handelsverträge der EU demokratisiert werden können“ ein, die der Autor in zwei Bereiche aufteilt – ohne und mit Änderung der EU‐Verträge:
A. Verbesserungen ohne Änderung der EU‐Verträge
1. Verhandlungstexte aller Seiten sind zu veröffentlichen
2. Mandat ist zwingend zu veröffentlichen
3. Umfassende Information des Europäischen Parlamentes
4. Gleichgewichtige Beteiligung von Interessenvertretern
5. Keine unkündbaren Verträge und keine Verträge mit sehr langen Laufzeiten
6. Keine vorläufige Anwendung

B. Verbesserungen, die Änderungen der EU‐Verträge notwendig machen
1. [EU‐]Parlament beschließt (zusammen mit dem [EU-]Rat) über das [Verhandlungs-]Mandat
2. [EU‐]Parlament kann Nachverhandlungen durchsetzen
3. Direktdemokratische Kontrolle von Handelsverträgen wird ermöglicht

## Kritik

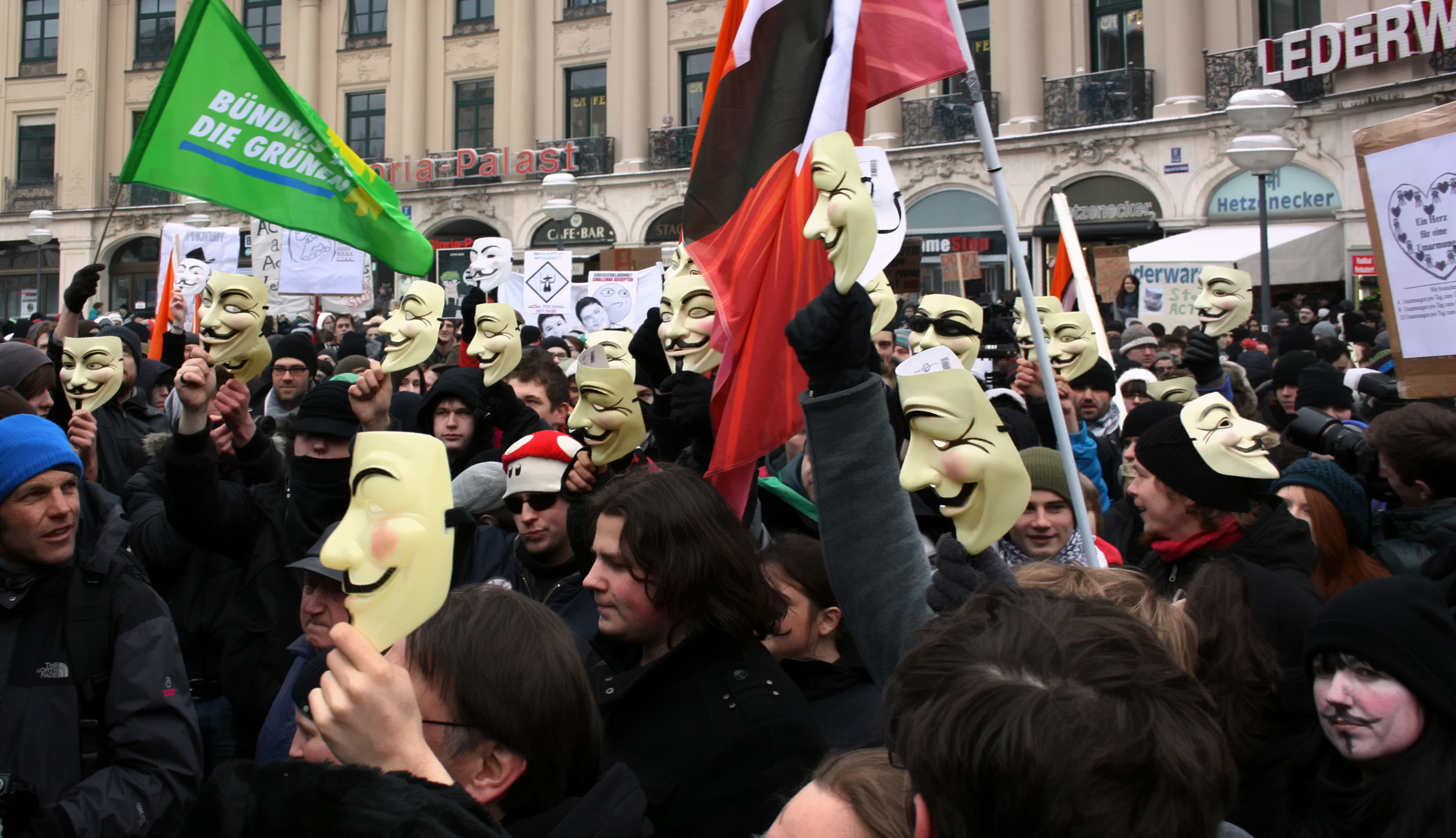
Protestaktion in München, Februar 2012: ACTA-Gegner mit Guy-Fawkes-Masken

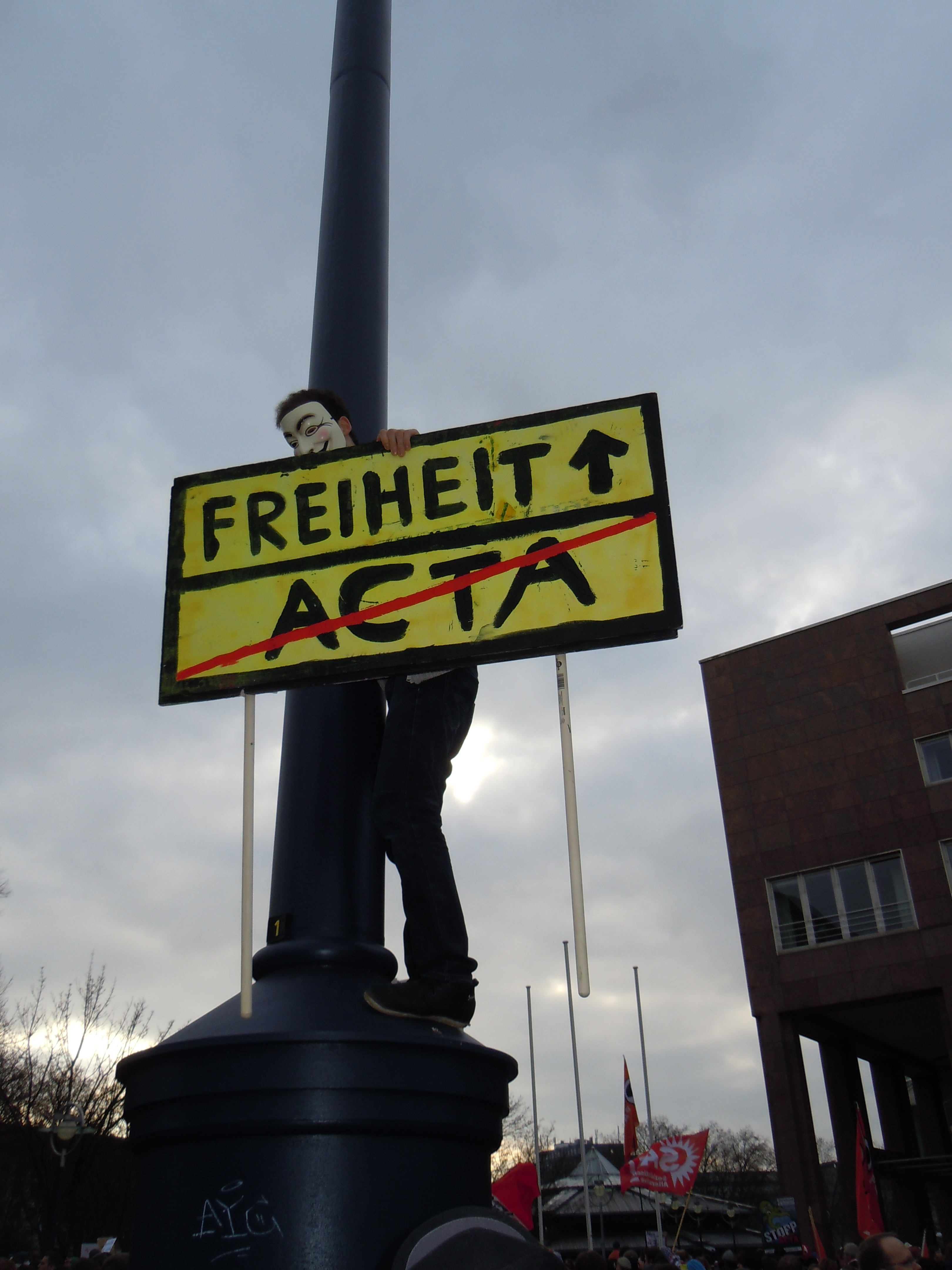
Stop-ACTA-Demonstration in Dortmund

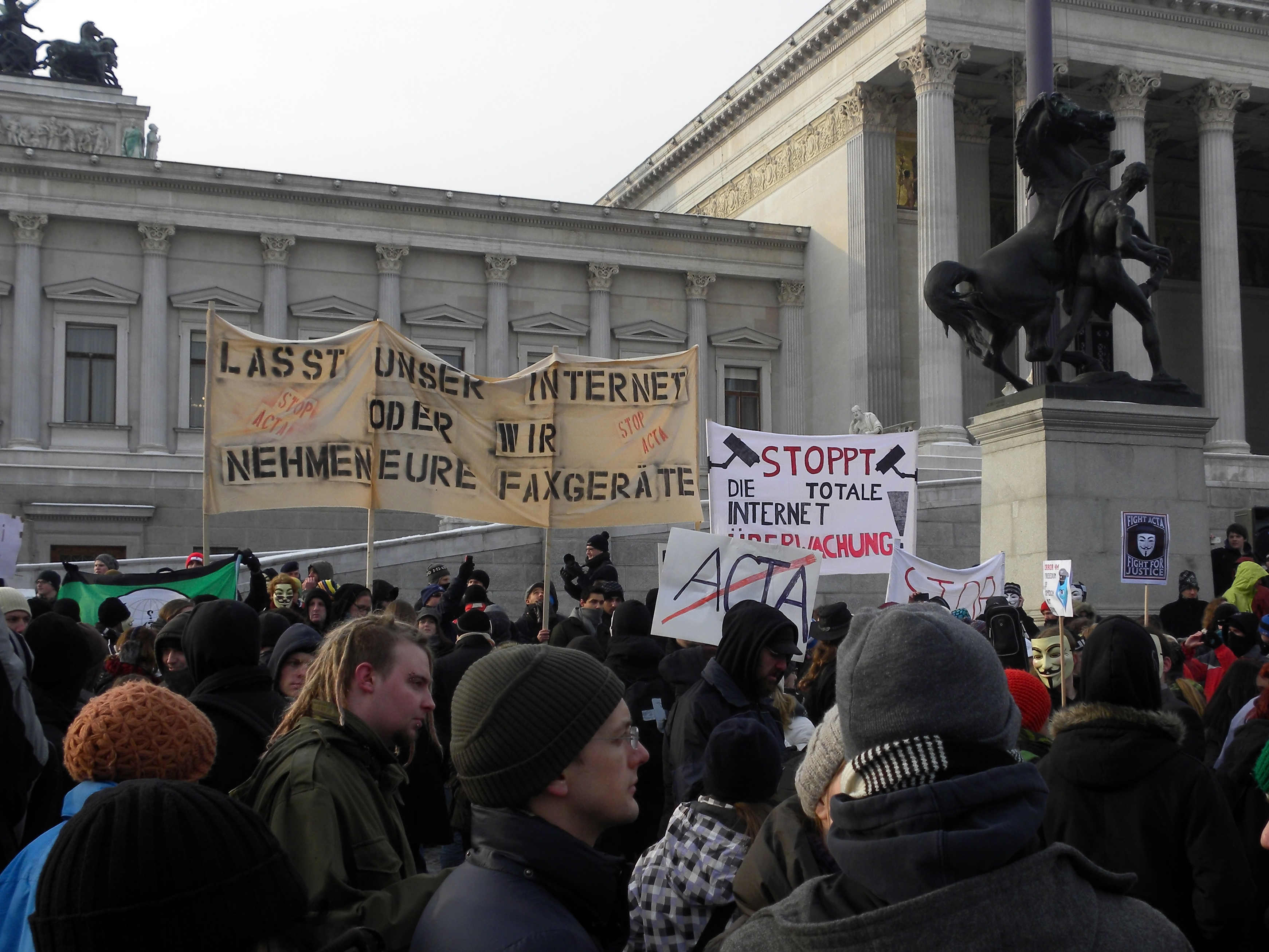
Stop-ACTA-Demonstration in Wien, Februar 2012

Mehrere Dutzend namhafte Wissenschaftler (unter anderem vom Max-Planck-Institut für Innovation und Wettbewerb) haben in Zusammenarbeit mit anerkannten Juristen in einer ausführlichen Kritik das Europaparlament dazu aufgerufen, ACTA nicht zuzustimmen. Auch in der Politik und Öffentlichkeit werden folgende Kritikpunkte zunehmend bekannt und werden entsprechend diskutiert.

### Aushebelung der Menschenrechte und des Rechtsstaates
Amnesty International geht davon aus, „dass das Abkommen wegen seines Inhalts, der dort verankerten Verfahren und Institutionen negative Auswirkungen auf mehrere Menschenrechte hat, insbesondere das Recht auf ein angemessenes Verfahren, das Recht auf Achtung des Privatlebens, die Informationsfreiheit, Meinungsfreiheit und das Recht auf Zugang zu lebenswichtigen Medikamenten“.
EDRi, eine internationale Vereinigung von Bürgerrechtsinitiativen, sieht ACTA als eine Aushebelung grundlegender Rechtsprinzipien. Die Förderung der Zusammenarbeit privater Firmen zur Durchsetzung des Abkommens könne dazu führen, dass mutmaßliche Rechtsverletzungen von Akteuren außerhalb der Justizsysteme verfolgt und bestraft werden. Dies mache die in Abschnitt 5 des Vertrags genannten Rechtsprinzipien (Meinungsfreiheit, Recht auf einen fairen Prozess und Datenschutz) wirkungslos. Dies verstoße wiederum gegen die Pflicht aus Artikel 21 EU-Vertrag, in allen Verträgen auf die Einhaltung des Rechtsstaatsprinzips zu achten.
Am bekanntesten ist die Vermutung der Gegner, ACTA könne sich auf die Meinungsfreiheit im Internet auswirken und zu privatrechtlicher Zensur führen. Viele Internetnutzer sehen die Reformen als Eingriff in die Privatsphäre und ihre Grundrechte. Es wurde und wird befürchtet, dass das internationale Handelsabkommen einen Ausgangspunkt für die weltweite Durchsetzung von Internetsperren bedeuten oder zu einem Three-Strikes-Modell wie in Frankreich führen könnte.
Nach Abs. 5 des Bundesverfassungsgerichtsurteils bzgl. der Vorratsdatenspeicherung, welche für die Überprüfung durch die Internetdienstanbieter benötigt würde, ist in Deutschland eine schwere Straftat erforderlich, um rechtmäßig (wenn denn ein verfassungsgemäßes Gesetz existiert) den kompletten Inhalt einer Kommunikation abzuhören.
Nach § 100a der Strafprozessordnung (StPO) ist in Deutschland die Überwachung des Fernmeldeverkehrs nur im Falle einer in diesem Paragraphen aufgelisteten „schweren Straftat“ (z. B. Hochverrat und Gefährdung der demokratischen Ordnung) gesetzmäßig.

### Schädigung der Innovationsentwicklung
Ein weiterer wichtiger Kritikpunkt ist, dass ACTA Freiräume für Innovation beschneide und damit auch gelebte demokratische Werte wie Chancengleichheit, Bildungschancen, Forschung und Rechte von allen Unternehmen; bestehende Geschäftsmodelle würden damit einseitig bevorzugt.
So sieht etwa der Verband der deutschen Internetwirtschaft eine Gefahr für das deutsche Wirtschaftswachstum durch ein Aufweichen des „verlässlichen nationalen und internationalen Rechtsrahmen der Internetwirtschaft, der Voraussetzung für Innovation und die weltweite digitale Entwicklung ist“.
Der Arbeitskreis gegen Internetsperren und Zensur bemängelt, ACTA zementiere ein reformbedürftiges Urheber- und Verwerterrecht, das im heutigen digitalen Zeitalter veraltet sei.

### Ausschluss der Öffentlichkeit
Durch den Ausschluss von Öffentlichkeit sowie von den für die behandelten Themen eigentlich zuständigen Organisationen wie der Weltorganisation für geistiges Eigentum (WIPO), der Welthandelsorganisation (WTO) sowie dem EU-Parlament seien die jahrelangen ACTA-Verhandlungen undemokratisch verlaufen. Die Organisation Reporter ohne Grenzen sprach in Bezug auf die Veröffentlichung der Verhandlungsergebnisse von einer „Verhinderung der demokratischen Debatte“. Da die Verhandlungsteilnehmer davon ausgehen, dass der Vertrag nur so durchsetzbar ist, umgehen sie gezielt diejenigen internationalen Institutionen, die für solche Gespräche zuständig wären, etwa die WIPO, die als demokratischer Körper gerade für die behandelten Themen gegründet wurde und transparente Verhandlungen mit einer größeren Anzahl von Teilnehmern erfordern würde.
Auch dem EU-Parlament, dessen zuständiger Ausschuss INTA am 21. Juni 2012 über ACTA entscheiden soll, sind wichtige Dokumente zu ACTA jahrelang vorenthalten worden.
Kritisiert wird außerdem, dass ACTA durch bewusst schwammige Formulierungen Rechtsunsicherheit erzeuge. Zur Auslegung unklarer Begriffe sollen die Verhandlungsprotokolle zum Vertrag herangezogen werden, die jedoch noch nicht veröffentlicht worden sind. Daher sei es widersinnig und trage keineswegs zur Transparenz bei, wenn die Parlamente zum jetzigen Zeitpunkt über den Vertragsentwurf abstimmen würden, da sie den genauen Vertragsinhalt und seine Bedeutung bis heute noch nicht kennen.

### Lizenzierung von Saatgut und Einschränkung von Generika
Kritiker – z. B. von der Anonymous-Bewegung oder von der Partei Die Linke – gehen davon aus, dass das Abkommen den Zugang zu Saatgut und lebenswichtigen Generika für ärmere Länder verwehren oder zumindest einschränken könne. Auch Kader Arif, der ehemalige Berichterstatter für das ACTA-Abkommen des Europäischen Parlaments, sieht eine Gefahr durch ACTA für Generika.
Die Kritiker sind auch der Ansicht, dass bezüglich der Urheberrechte „verdächtige Lieferungen […] überprüft werden könnten – und zwar nicht nur in den Ursprungs- und Zielländern der Ware, sondern auch in Transitländern“, was wiederum Firmen „als Ansatz nehmen [könnten], um Generika [oder andere Produkte wie Saatgut] aus dem Verkehr zu ziehen, wenn sie Drittstaaten mit entsprechenden Verboten passieren – selbst dann, wenn diese Medikamente nach den Gesetzen des Ziellandes legal wären“.
In der Folge könnten Generika (preisgünstige Nachahmungen oder Modifikationen von Medikamenten) laut ACTA-Gegnern durch das Abkommen beispielsweise vom europäischen Zoll beschlagnahmt werden und somit gerade in der Dritten Welt die medikamentöse Behandlung von AIDS, HIV und anderen Krankheiten erschwert beziehungsweise verhindert werden.
Diese Bedenken kommen auch von der Hilfsorganisation Ärzte ohne Grenzen, die die beteiligten Staaten aufgefordert hat, ACTA nicht zu unterzeichnen, bis alle Unsicherheiten über die mögliche Einschränkung der Generikaproduktion ausgeräumt sind.

### Umstrittene Schadenersatzregelung
Problematisiert wird auch die Schadensersatzregelung in Artikel 9. Der FFII ist der Ansicht, die Ausweitung des Schadensersatzes auf entgangenen Gewinn würde nicht den erlittenen Verlust der Rechteinhaber reflektieren. Madhukar Sinha, Professor am Außenhandelsinstitut Indian Institute of Foreign Trade befürchtet, diese Regelung könnte zu überhöhten Schadensersatzzahlungen führen. Joachim Schrey meint, diese Möglichkeit bestünde im deutschen Urheberrecht schon heute und würde daher keine Veränderung bedeuten.

## Anti-ACTA-Massenproteste und Ratifizierungsstopps
Die Piratenparteien verschiedener Länder veranstalteten schon am 26. und 28. Juni 2010 Demonstrationen gegen das ACTA-Abkommen. Die Demonstrationen fanden in mehreren Ländern statt, darunter auch in einigen deutschen Städten. Organisatoren waren hier die Piratenpartei Deutschland sowie freie, unabhängige Netzaktivisten. Im Frühjahr 2011 folgten in ganz Europa weitere und bedeutend größere Demonstrationen, da die Ratifizierung des Gesetzes durch die EU-Länder näher rückte.

### Europäische Protesttage: 11. und 25. Februar 2012 und am 9. Juni 2012

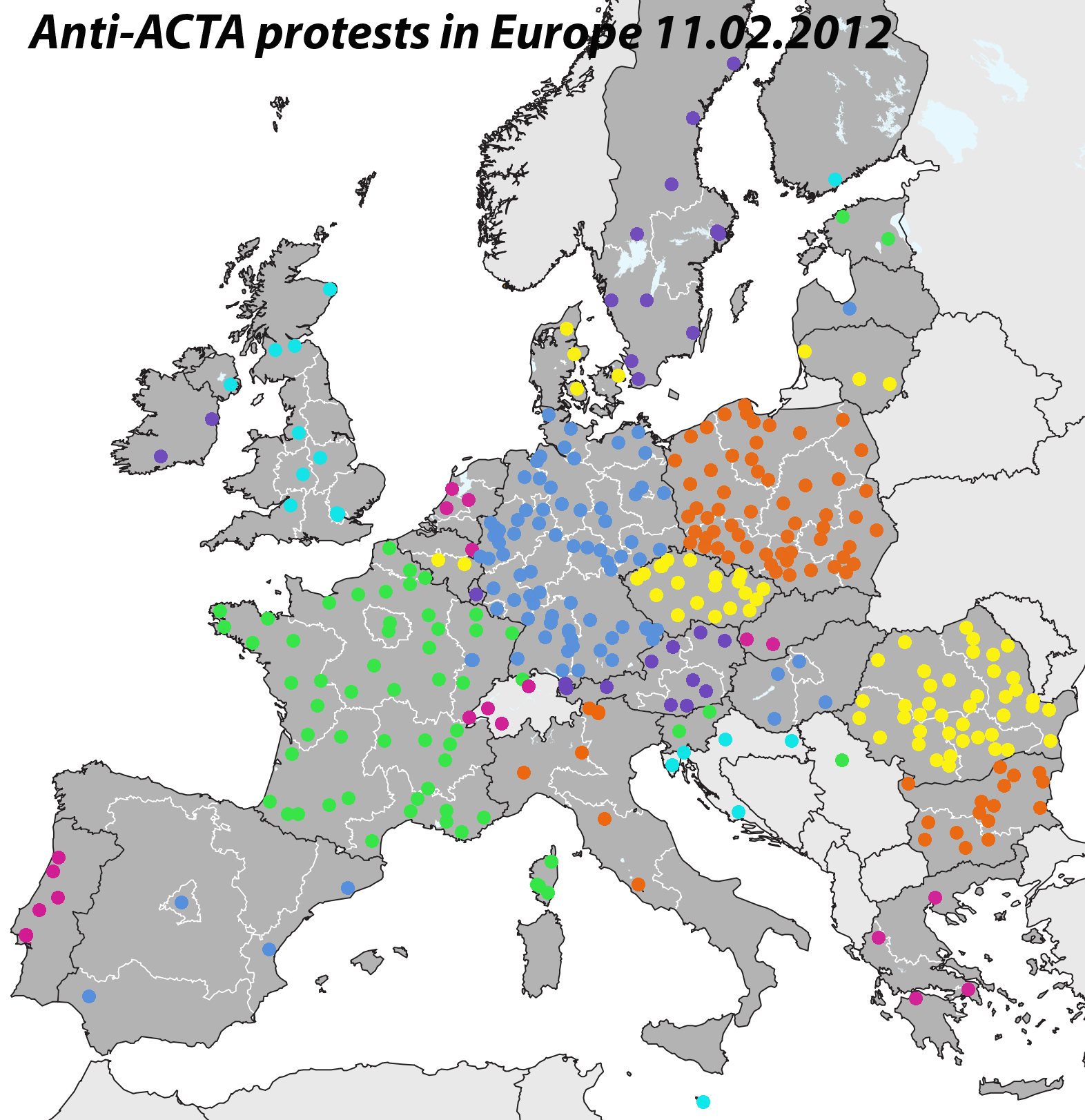
Europakarte von Anti-ACTA Protesten am 11. Februar 2012

In Deutschland, Frankreich, Polen, Großbritannien, Bulgarien, Portugal, Österreich, der Schweiz, und auch Kanada und weiteren Ländern fanden am 11. Februar 2012 unter dem Motto „ACTA ad acta“ zahlreiche Demonstrationen gegen ACTA statt.
Europaweit demonstrierten am 11. Februar zwischen 150.000 und 200.000 Menschen in 200 Städten.
Trotz Temperaturen um die −10 °C haben in Deutschland am 11. Februar 2012 über 100.000 Menschen in 55 Städten gegen ACTA demonstriert. Die am Tag vor den Demonstrationen veröffentlichte Aussage der deutschen Bundesjustizministerin Sabine Leutheusser-Schnarrenberger, ACTA vorerst nicht zu unterzeichnen, geriet dabei stark unter Kritik, da dies als Versuch gewertet wurde, die Demonstrationen als unnütz erscheinen zu lassen und das Abkommen dennoch zu einem späteren Zeitpunkt (etwa während der Fußball-Europameisterschaft 2012) zu unterzeichnen, wenn das öffentliche Interesse nicht mehr auf ACTA gerichtet ist.
Unterstützt wurden die Proteste unter anderem von dem globalisierungskritischen Netzwerk Attac, der Piratenpartei, Bündnis 90/Die Grünen, Die Linke, Anonymous, sowie dem Chaos Computer Club (CCC).
Am 25. Februar fanden weitere Proteste in zahlreichen europäischen Ländern statt.
Am 9. Juni 2012, wenige Tage vor der voraussichtlichen Abstimmung im EU-Parlament, fanden weitere internationale Proteste statt.

### Anti-ACTA-Online-Unterschriften
- Avaaz: Die politische Plattform Avaaz sammelte seit dem 25. Januar 2012 über 2,8 Millionen Online-Unterschriften gegen das ACTA-Vorhaben, ihre bisher zweiterfolgreichste Kampagne[75] (nach der gegen SOPA mit über 3,4 Millionen Unterschriften[76]).

Nachdem die Europäische Kommission den umstrittenen Gesetzentwurf dem Europäischen Gerichtshof formal zur Überprüfung vorlegte, startete Avaaz am 1. März eine neue Kampagne mit der Forderung, der Gerichtshof solle die rechtlichen Auswirkungen ACTAs umfassender untersuchen als von der Europäischen Kommission beantragt und hierüber ein Gutachten veröffentlichen; hierfür wurden inzwischen über 730.000 Unterschriften gesammelt.
Am 5. April 2012 startete Avaaz eine Protestkampagne gegen CISPA, einen neuen US-amerikanischen Gesetzentwurf zu demselben Thema. Hierfür wurden inzwischen über 680.000 Unterschriften gesammelt.
- Campact: Die Online-Kampagnenplattform Campact richtete einen Appell an die Deutschen Abgeordneten des EU-Parlamentes, ACTA am 29. Februar 2012 im Ausschuss für internationalen Handel des Europäischen Parlaments abzulehnen, und sammelte hierfür über 71.000 Online-Unterschriften.[56]
- Öffentliche Online-Petition des Deutschen Bundestags: Über die Internetplattform des Deutschen Bundestags für Online-Petitionen startete am 10. Februar 2012 eine öffentliche Petition mit dem Ziel, die Ratifizierung von ACTA auszusetzen.[79] Diese konnte bis zum 22. März 2012 von Unterstützern des Anliegens mitgezeichnet werden, was einem Zeitraum von 6 Wochen entsprach. Ziel der Unterstützer war es, bereits in den ersten 4 Wochen mehr als 50.000 Mitzeichner vorweisen zu können, um vom Petitionsausschuss des Bundestags eingeladen und angehört zu werden; am 10. März 2012 waren es jedoch erst ca. 35.000 Mitzeichner, daher konnte dieses Ziel nicht erreicht werden. Am 15. März 2012 betrug die Beteiligung an der Petition 55.000 Mitzeichner, so dass eine öffentliche Beratung des Petitionsausschusses erfolgen muss.

### Polen

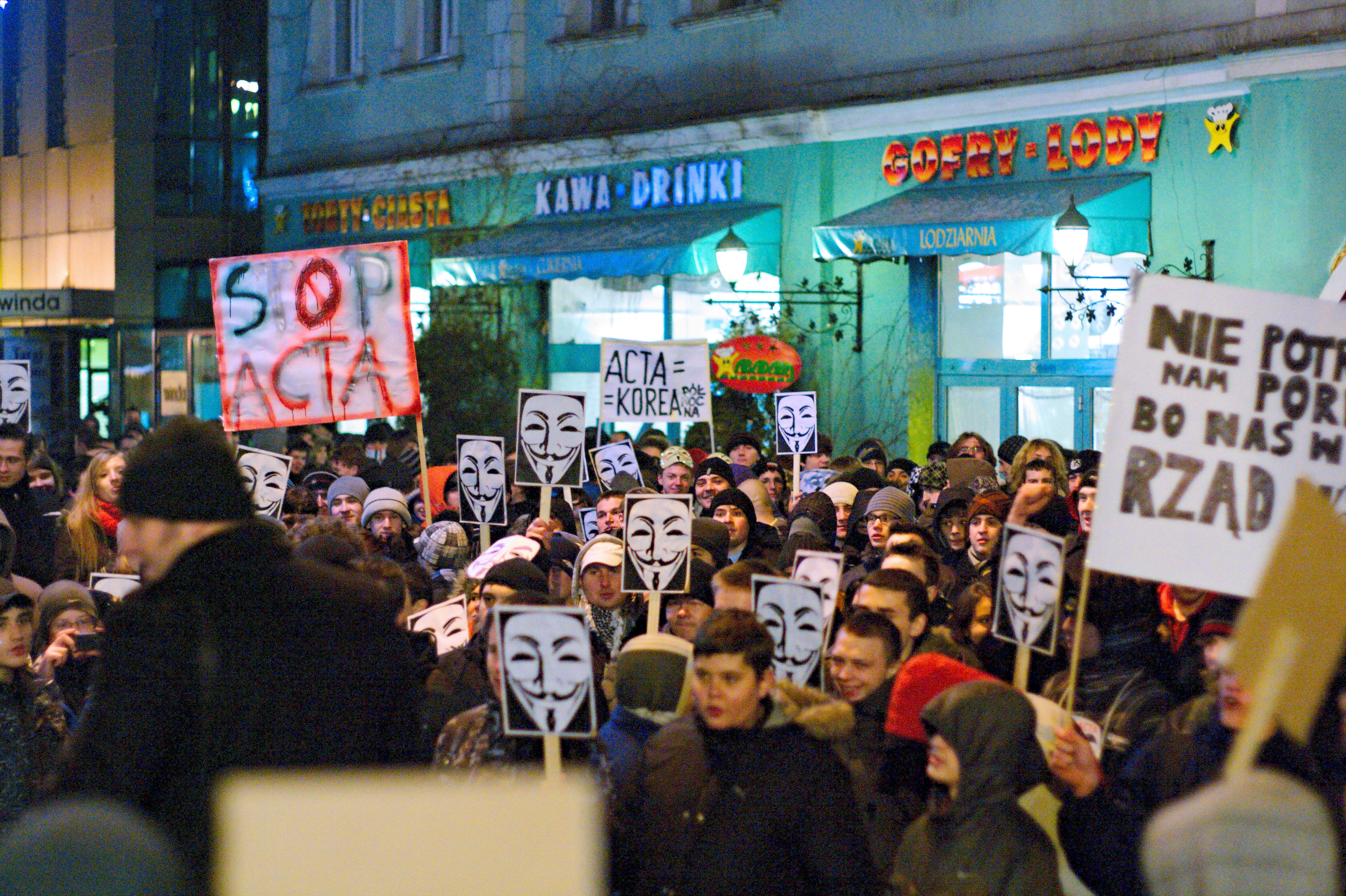
Anti-ACTA-Protestaktion in Sosnowiec (Polen) 25. Januar 2012: Guy-Fawkes-Maske, Symbol der Anonymous-Bewegung

Seit dem 25. Januar 2012 kam es in Polen zu Massenprotesten. In den Städten Warschau, Danzig, Krakau, Breslau, Gdynia, Kattowitz, Gorzów Wielkopolski, Sosnowiec, Bydgoszcz, Koszalin, Częstochowa, Olsztyn, Rzeszów, Stettin, Toruń, Bielsko-Biała, Zielona Góra und Łódź gingen mehrere zehntausend Menschen gegen die ACTA-Gesetzgebung auf die Straße. Soziologen sprechen von der „größten Bürgerbewegung seit der Gründung der Gewerkschaft Solidarność 1980“. Am 3. Februar wurde die Ratifizierung von ACTA in Polen wegen der starken Proteste bis auf Weiteres gestoppt. Gleichzeitig sagte der polnische Ministerpräsident Donald Tusk, es „gelte, die westliche Kultur vor Internet-Piraterie zu schützen“, und seine Regierung werde das ACTA-Abkommen nicht zurückziehen, „bloß weil eine Gruppe das“ fordere – eine solche Regierung könne gleich zurücktreten. Am 17. Februar 2012 hat Tusk seine Unterschrift für ACTA bedauert und das EU-Parlament aufgefordert, das Anti-Piraterie-Abkommen ACTA zu stoppen. Tusk sagte: „Ich hatte nicht recht. Die Argumente haben mich überzeugt.“ [Das Abkommen entspreche nicht] „der Wirklichkeit des 21. Jahrhunderts“. Gleichzeitig zur Ratifizierung von ACTA in Slowenien hat Tusk an alle Parteien im EU-Parlament, mit denen seine Platforma Obywatelska zusammenarbeitet, einen offenen Brief geschrieben, in dem er vorschlägt, ACTA abzulehnen.

### Tschechien, Slowakei, Lettland, Slowenien, Bulgarien und Litauen

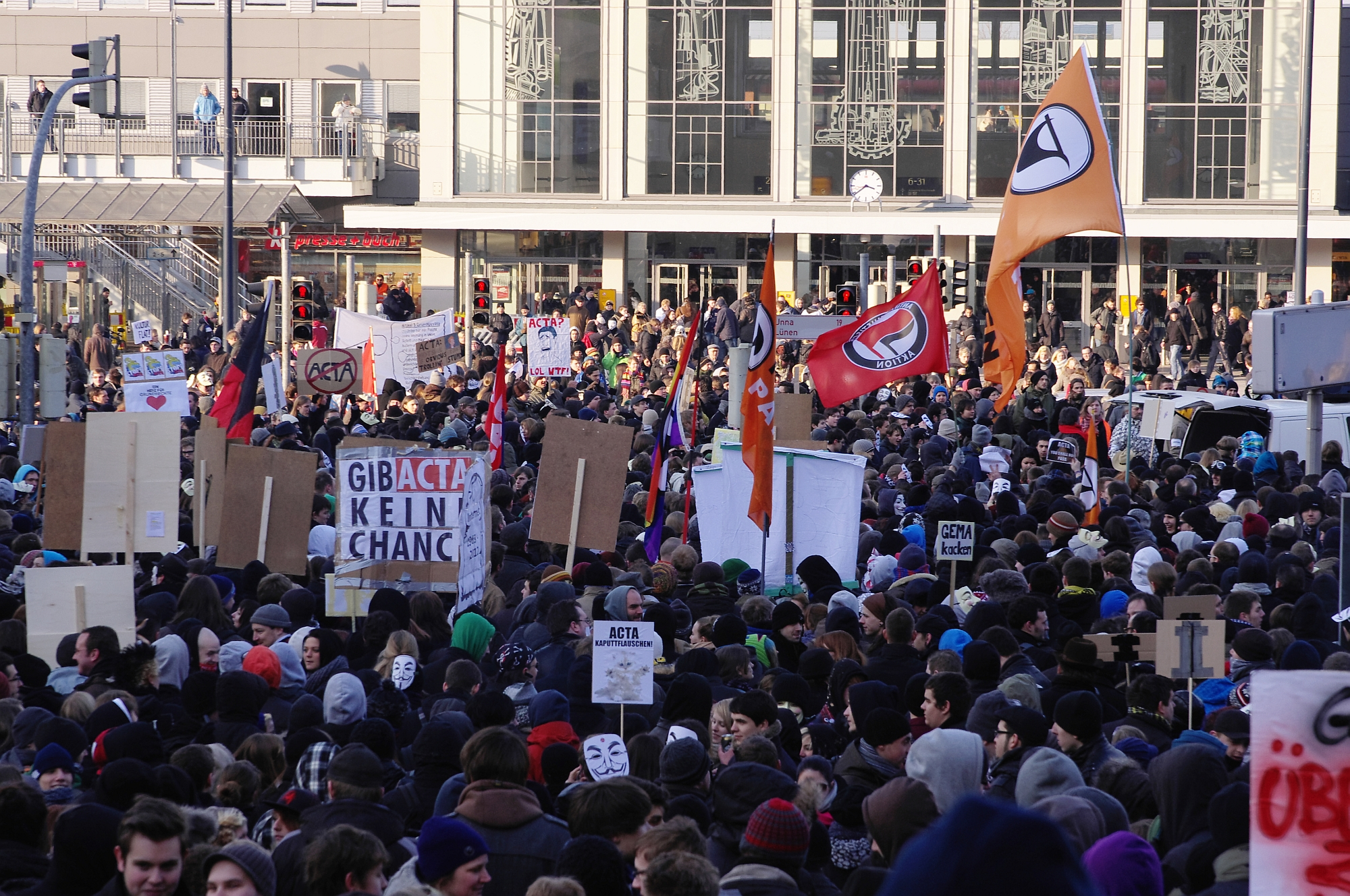
Anti-ACTA-Demonstration in Dortmund

Anti-ACTA-Demonstration in Linz

Am 6. Februar 2012 wurde die ACTA-Ratifizierung von Tschechien nach Protesten bis auf Weiteres gestoppt, nachdem die Anti-ACTA-Proteste einen neuen Höhepunkt erreicht hatten. So haben „Hacker“ der Bewegung Anonymous eine Liste mit privaten Informationen zu allen Mitgliedern der Regierungspartei ODS entwendet und sie den tschechischen Zeitungen zugespielt.
Am 7. Februar erfolgte ebenfalls wegen der Massenproteste ein Ratifizierungsstopp in der Slowakei und am 9. Februar in Lettland.
Die slowenische Botschafterin in Japan Helena Drnovsek Zorko bereut ihre Unterschrift und entschuldigte sich „klar bei der Öffentlichkeit und bei ihren Kindern dafür, den Vertrag unterzeichnet zu haben“. Sie rief ferner „die Slowenen auf, sich möglichst zahlreich an der Anti-ACTA-Protest-Aktion zu beteiligen“.
Am 14. Februar setzte Bulgarien und am 15. Februar auch Litauen die Ratifizierung aus. Auch Slowenien erwog schon zu der Zeit einen Stopp der Ratifizierung.

### Deutschland, Österreich, Schweiz und Niederlande
Am 10. Februar teilte in Deutschland das Auswärtige Amt mit, man habe die bereits erteilte Weisung zur Signierung des umstrittenen Vertragswerks wieder zurückgezogen. Am 15. Februar folgte auch die Niederlande. Am 18. Februar gab auch in Österreich Johann Mayer, Abgeordneter der SPÖ bekannt, dass im Nationalrat das Abkommen nicht vor einer Bestätigung durch das EU-Parlament ratifiziert wird. Die Österreichische Volkspartei zögert zwar noch, kann aber allein nichts ratifizieren. Am 9. Mai 2012 teilte der Schweizer Bundesrat mit, ACTA vorerst nicht zu unterzeichnen.

### EU-Parlament
Am 4. Juli 2012 lehnte das Europäische Parlament mit 478 Gegenstimmen (bei 39 Ja-Stimmen und 165 Enthaltungen) ab.
Die Fraktionen im Europäischen Parlament stimmten wie folgt ab:
| Fraktion      | Jastimmen | Gegenstimmen | Stimmenthaltungen | hat nicht abgestimmt |
| ------------- | --------- | ------------ | ----------------- | -------------------- |
| ALDE          | 002       | 065          | 012               | 006                  |
| ECR           | 000       | 011          | 035               | 006                  |
| EFD           | 003       | 027          | 003               | 001                  |
| EVP           | 033       | 096          | 109               | 033                  |
| Grüne/EFA     | 000       | 057          | 000               | 002                  |
| GUE/NGL       | 000       | 030          | 000               | 004                  |
| S&D           | 001       | 167          | 006               | 015                  |
| Fraktionslose | 000       | 025          | 000               | 005                  |

### Reaktionen der EU-Kommission
Die EU-Kommission sah auch trotz der Massenproteste keinen Grund, von der ACTA-Gesetzgebung Abstand zu nehmen, und führte die Aktionen der Demonstranten auf „unzureichende Informationspolitik“ von Seiten der EU zurück. Der zuständige EU-Kommissar Karel de Gucht sprach in diesem Zusammenhang von einer „aggressiven pan-europäischen Kampagne gegen ACTA“, plädiert aber dafür, ACTA im Hinblick auf betroffene Grundrechte dem EuGH zur Prüfung vorzulegen.
Am 13. Februar 2012 forderte die EU-Justizkommissarin Viviane Reding eine Überprüfung der ACTA-Gesetzgebung durch den Europäischen Gerichtshof (EuGH). Sie sagte: „Der Schutz von Urheberrechten kann die Aufhebung von Meinungs- und Informationsfreiheit nie rechtfertigen“ und deshalb seien Netzsperren für sie niemals eine Option.
Im Dezember 2012 gab die EU-Kommission bekannt, dass sie ihre Anfrage an den EuGH für eine Rechtsmeinung zum Anti Counterfeiting Trade Agreement (ACTA) zurückzieht, weil sie keine realistischen Aussichten für einen Abschluss dieses Abkommens mehr sieht.

## Inhaltliche Überschneidungen mit künftigen Abkommen

### IPRED
Trotz der Zusage des Chefs der konservativen Partei im Europaparlament, Joseph Daul, ACTA sei „am Ende“, sehen die Kritiker von ACTA das Thema weiterhin als Bedrohung, da die Intellectual Property Rights Enforcement Directive (IPRED, Richtlinie 2004/48/EG, Schutz der Rechte an geistigem Eigentum) gerade in Bezug auf das Internet ACTA sehr ähnlich sei.
Laut der Piratenpartei Braunschweig könne mit IPRED genauso wie mit ACTA ein Internetanschluss auf Zuruf durch die Rechteinhaber und ohne einen Gerichtsbeschluss gesperrt werden. Dies bedeute „im schlimmsten Fall eine Umkehr der Beweislast. Möchte ein Betroffener seinen Internetzugang zurückhaben, [müsse] er dagegen klagen und seine Unschuld beweisen. Hier [gelte] nun nicht mehr das Prinzip der Unschuldsvermutung. Stattdessen [werde] erneut versucht, jeden einzelnen Bürger unter einen Generalverdacht zu stellen und zu kriminalisieren.“

### TPP
Das Abkommen für Transpazifische strategische wirtschaftliche Partnerschaft (TPP), soll ACTA ebenfalls sehr ähnlich sein. Laut Netzaktivist Markus Beckedahl sammeln sich unter diesem Abkommen unter der Führung der USA die Länder, die eine besonders harte Linie vertreten, wie etwa Gefängnisstrafen für Tauschbörsenbenutzer in Japan. Im TPP finden sich Punkte aus ACTA wieder, die unter Federführung der EU aus dem Abkommen entfernt oder verwässert worden waren.
Für die anstehenden Vereinbarungen für die Trans-Pacific Partnership, die Washington momentan mit Pazifikanrainern aushandelt, drängt die Internet Society (ISOC) auf mehr Transparenz und die Frage, ob diese Vereinbarung ähnliche Regelungen wie ACTA oder CETA enthält.

### CETA und TTIP/TAFTA
Auszüge aus einem geplanten Umfassenden Wirtschafts- und Handelsabkommen EU-Kanada (CETA) wurden von dem Juraprofessor Michael Geist veröffentlicht. In diesem Entwurf finden sich in einem Kapitel zum „Schutz geistigen Eigentums“ umstrittene Klauseln aus dem ACTA-Abkommen wieder. In einer Gegenüberstellung beider Texte würden sie wie voneinander abgeschrieben wirken. Enthalten sind etwa das Three-Strikes-System der „abgestuften Erwiderung“ auf Urheberrechtsverletzungen und ein Auskunftsanspruch auf Ermittlung von IP-Adressen von Rechtsverletzern. Es ist zu vermuten, dass das analoge Freihandelsabkommen mit den Vereinigten Staaten, das Transatlantische Freihandelsabkommen (TTIP/TAFTA), das ebenfalls geheim verhandelt wird, entsprechende Klauseln enthält.
John Clancy, Sprecher von EU-Handelskommissar Karel De Gucht, kommentiert das geleakte Dokument dahingehend, dass Passagen zur „verstärkten Kooperation“ zwischen Internetprovidern und Rechteinhabern und zivilrechtliche Auskunftsansprüche zu IP-Adressen nicht mehr Teil des aktuellen CETA-Entwurfs seien. Es habe inzwischen Änderungen gegeben, und es könnten noch weitere Korrekturen folgen.
IDG zitiert weiter, dass die Absage des EU-Parlaments an ACTA bei einer Überprüfung des Textes berücksichtigt werde. Die enthaltenen strafrechtlichen Sanktionen verhandele die Kommission allein im Namen der Mitgliedstaaten. Das Ergebnis könne ähnlich wie das Handelsabkommen mit Südkorea aussehen.

### Reaktionen
Bürgerrechtsorganisation wie La Quadrature du Net fordern nach Auftauchen ähnlicher Vorhaben den bei ACTA wie CETA verantwortlichen Initiator EU-Handelskommissar Karel De Gucht auf, dass dieser den Willen der Bürger nicht länger ignorieren solle, da europäische Volksvertreter ihren Willen klar zum Ausdruck gebracht hatten. Sie fordern, dass CETA gestoppt werden müsse, genau so wie andere Versuche, ACTA wieder auferstehen zu lassen.

## The Internet Defense League
Als direkte Reaktion auf ACTA wurde im Juli 2012 die Internet Defense League (kurz IDL, zu Deutsch Liga zur Verteidigung des Internets) gegründet. Neben ACTA hat sich die Organisation ausdrücklich gegen CISPA, PIPA und SOPA sowie grundsätzliche alle Eingriffe in die freiheitlichen Strukturen des Internets ausgesprochen. Zur Internet Defense League gehören zum Beispiel die Mozilla Foundation, die Software WordPress respektive das dahinter stehende Unternehmen Automattic und der Social-Bookmarking-Dienst Reddit. Jeder Betreiber einer Website kann sich an der Internet Defense League durch Installation eines Widgets beteiligen.